# Justin-Paul-Louis Gros
Justin-Paul-Louis Gros, francoski general, * 27. april 1886, † 13. oktober 1956.